# 송남헌
송남헌(宋南憲, 1914년 4월 11일~2001년 2월 20일)은 대한민국의 독립운동가, 교육인, 통일운동가, 근현대사 연구가이다.
일제강점기 말기 “일제의 패망”을 알리는 경성방송국 라디오 단파사건으로 옥고를 치렀으며, 광복 이후 한민당에 참여하였으나 1946년 이후 좌우합작운동에 참여하고 김규식의 비서가 되었다. 이후 좌우합작위원회활동과 민족자주연맹 각주인 김규식 박사의 비서실장 등을 역임했다.

## 생애
대구사범학교 졸업하고 교사로 지냈다. 일제강점기 말기 경성방송국에 근무하던 조선사람이 단파통신을 통해서 1943년에 있었던 얄타회담에 관한 소식, 그리고 이승만박사 등의 외국에서의 한국독립운동에 관한 소식을 듣고 친지들에 전한 것을 들은 죄로 일제 경찰에 체포되어 옥고를 치렀다. 이 사건이 단파방송 밀청 사건이다.
광복 후 해방정국에는 한국민주당에 입당했다가 1946년부터 미군정 입법의원인 남조선과도입법의원 의장직에 있던 독립운동가 김규식 비서장을 지내고 우파를 대표하는 김규식, 좌파를 대표하는 여운형의 좌우합작운동이 진행되는 동안 우파 진영 위원회의 비서로 지냈다.
이후 민중동맹의 창당과 1946년 12월 민족자주연맹의 창당에 참여하였다. 1948년 김구, 김규식 등의 발의로 남북협상이 시작되자 김규식을 수행하여 민족자주연맹 대표로 참가하고 돌아왔다.
이후에 송남헌은 근현대사 연구가로 일생을 보낸다. 2001년 2월 20일에 사망했다.
2018년 3월 1일, 대한민국 건국포장이 추서되었다.

## 저서
- <송남헌 회고록: 김규식과 함께 한 길, 민족의 자주와 통일을 위하여>
- <통일독립운동사: 몸으로 쓴>
- <해방3년사> 까치사

## 같이 보기
- 단파 방송 밀청 사건
- 좌우합작위원회
- 한국민주당
- 삼청장
- 김규식
- 강원룡
- 권태양